# ローカル鉄道・地域づくり大学
ローカル鉄道・地域づくり大学（ろーかるせんちいきづくりだいがく）は、毎年サマースクールなどの講座を開設する私塾である。ひたちなか海浜鉄道社長・国土交通省任命の地域公共交通マイスターの吉田千秋 (鉄道会社社長) を発起人とし、ローカル鉄道経営と地域共生のノウハウの体系化を目指す。

## 沿革
- 2012年(平成24年) - 模擬カリキュラムを実践・試行する目的で「ローカル鉄道・地域づくり大学 サマースクール」を開校[2]。
- 2013年(平成25年)8月24日 - 開学イベント開催。茨城県ひたちなか市で第1回ローカル鉄道サミット、2013年度 サマースクール[3]。
- 2014年(平成26年)8月23日 - 2014年度サマースクール開催[4]。
- 2015年(平成27年)8月29日 - 2015年度サマースクール、第2回ローカル鉄道サミット開催[5]。
- 2016年(平成28年)7月30日 - 第４回終着駅サミット、第３回ローカル鉄道サミット、2016年度サマースクールを開催[6]。
- 2017年（平成29年）
  - 8月26日 - 2017年度サマースクール開催[7]。
  - 10月8日 - 2017年度 グッドデザイン賞を受賞[8]。
- 2018年(平成30年)8月25日 - 2018年度サマースクール 開催[9]。
- 2019年(令和元年)7月5日 - 2019年度サマースクール[10]
- 2020年(令和2年)新型コロナウイルス感染症の感染拡大防止の観点から、サマースクール実施を見送り[11]
- 2022年(令和4年)1月15日 - 2022年度ウインタースクール開催(2年半ぶり)[12]。
- 2024年(令和6年)12月14日 - ローカル鉄道・地域づくり大学「市民編」開催
- 2025年(令和7年)
  - 1月23日 - 「自治体向け・オンラインスクール」[13]
  - 「民鉄・三セク路線支援プロジェクト」[14]、「地域のためのＪＲ路線再生支援プロジェクト」[15]を立ち上げ、合わせて2025～2026年度に3件程度を実施予定。（約3年間を想定）

## 主な出身者
実業家
- 山田和昭 - 日本鉄道マーケティング代表、元若桜鉄道代表取締役社長[16]

## 受賞
2017年度 グッドデザイン賞